# Apple A4

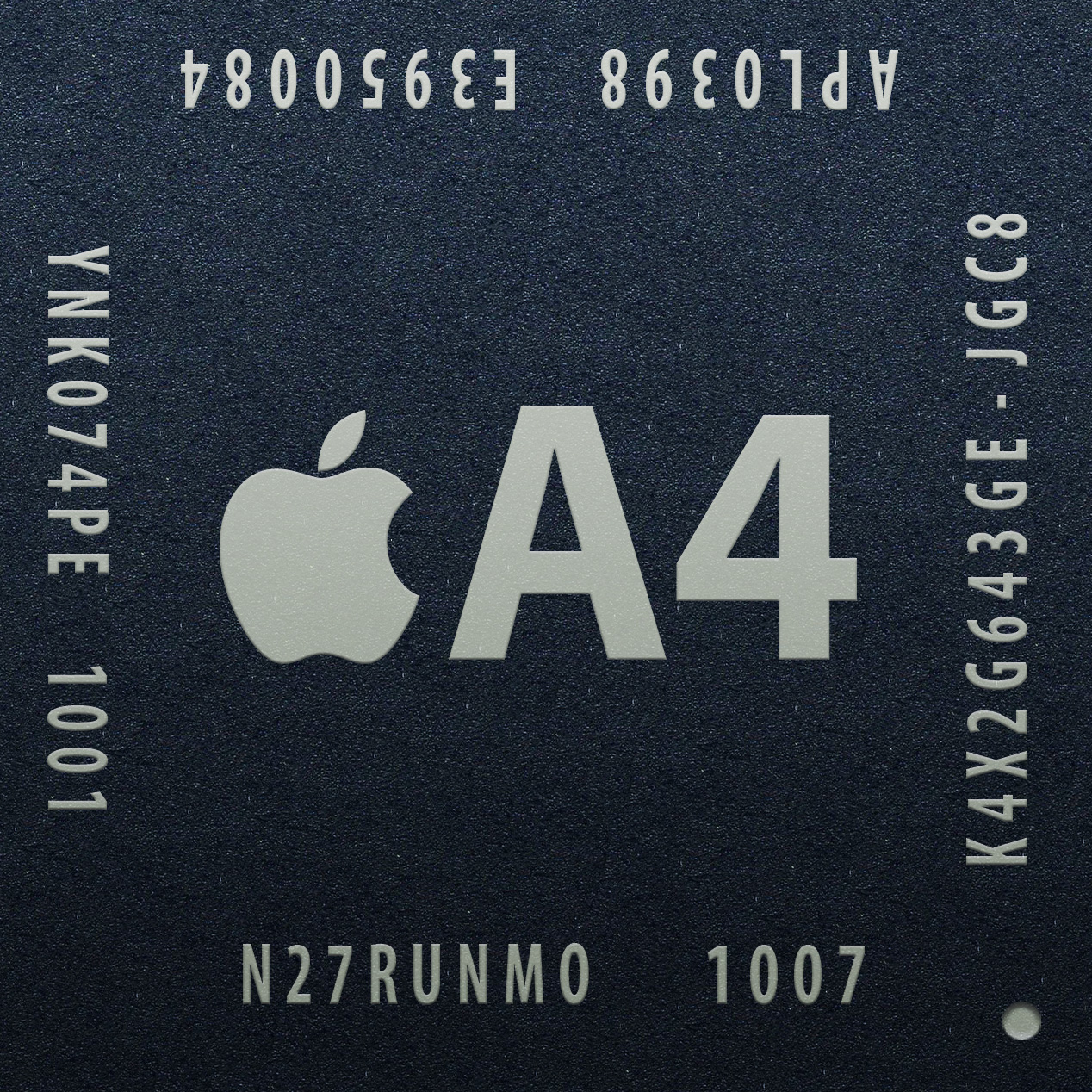
Ett Apple A4-chip.

Apple A4 är ett systemchip designat av Apple och tillverkat av Samsung. Det används i produkterna Ipad , Iphone och Ipod Touch  från Apple. Systemchippet bygger på ARM-arkitekturen och är utbyggd för att även kunna hantera grafik.